# Alessandro Papetti
Alessandro Papetti, né en 1958 à Milan, est un artiste peintre italien.

## Biographie
Alessandro Papetti est né en 1958 à Milan.
Papetti a participé à la FIAC (Foire Internationale d'Art Contemporain) à Paris en 1995, présenté par la Galerie Alain Blondel, qui lui a donné un spectacle solo de peintures en 2002.

## Expositions

### Solo
- 1983 : San Michele, Brescia[1]
- 1993 : Zedler, Bruxelles[1]
- 1995 et 2007 : Galerie Alain Blondel, Paris[1]

### Collectives
- 1983 : Milan[1]